# Vidlan

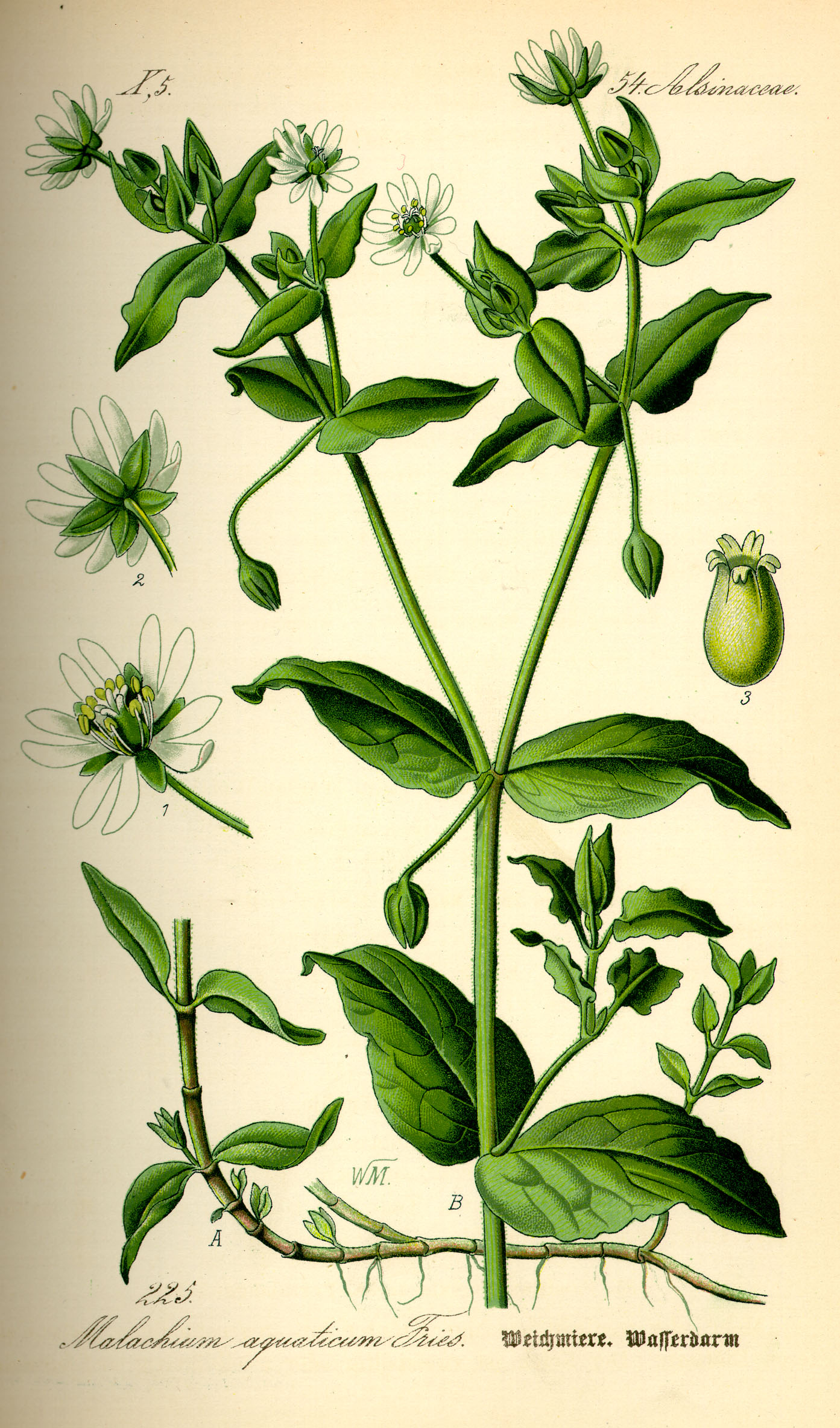
Vidlan (Křehkýš vodní)

Vidlan (lat. dichazium) je jednoduché květenství, patřící do skupiny vrcholičnatých. Vrcholičnatá květenství se vyznačují tím, že vřeteno (pokračování stonku v květenství) vyrůstá tak zkráceno, že ho boční větve přerůstají.
Vidlan je základním typem dvouramenného vrcholíku, u kterého obě postranní větve vyrůstají z úžlabí dvou vstřícných listenů, hlavní stonek přerůstají a dále se větví obdobným způsobem jako stonek hlavní (základní varianta).

## Varianty vidlanu
Kromě této základní varianty se ještě vyskytují případy, kdy vidlanová květenství jsou zkrácená. 

### Svazeček (fasciculus)
Je to vidlanové květenství se silně zkrácenými větévkami i stopkami vzpřímených květů.

### Lichopřeslen (verticillastrum)
Květenství je složeno ze dvou zkrácených vidlanů vyrůstajících u vstřícných listenů. Květy tvoří zdánlivý přeslen, tj. vyrůstají tři nebo více květů z jednoho místa.